# Ежовское сельское поселение (Волгоградская область)
Ежо́вское се́льское поселе́ние — муниципальное образование в составе Киквидзенского района Волгоградской области.
Административный центр — хутор Ежовка.

## История
Ежовское сельское поселение образовано 10 декабря 2004 года в соответствии с Законом Волгоградской области № 967-ОД.
14 апреля 2019 года, в состав Ежовского сельского поселения вошёл единственный населённый пункт, входивший в состав упразднённого Александровского сельского поселения — село Александровка.

## Население
| 2010 | 2012  | 2013  | 2014  | 2015  | 2016  | 2017 |
| ---- | ----- | ----- | ----- | ----- | ----- | ---- |
| 1206 | ↘1086 | ↘986  | ↗1011 | ↗1033 | ↘1008 | ↘993 |
| 2018 | 2019  | 2020  | 2021  |       |       |      |
| ↘949 | ↘925  | ↗1299 | ↘1258 |       |       |      |

## Состав сельского поселения
| № | Населённый пункт | Тип населённого пункта        | Население |
| - | ---------------- | ----------------------------- | --------- |
| 1 | Александровка    | село                          | ↘399      |
| 2 | Ежовка           | хутор, административный центр | 824       |
| 3 | Михайловка       | хутор                         | 382       |